# 苏州技师学院
苏州技师学院是一所江苏省重点技师学院，位于中华人民共和国江苏省苏州市虎丘区学府路288号，毗邻石湖景区。该学院创建于1960年，于2009年迁入国际教育园北区新校区。